# Eikozapentaenoinska kiselina
Eikozapentaenoinska kiselina (EPA, ikozapentaenoinska kiselina) je omega-3 masna kiselina. U fiziološkoj literaturi, ona se naziva 20:5(n-3). Njeno trivijalno ime je timnodonska kiselina. EPA je karboksilna kiselina sa 20-ugljenika u lancu i pet cis dvostrukih veza; Prva dvostruka veza je locirana na trećem ugljeniku sa omega kraja.
EPA i njeni metaboliti deluju u telu putem njihovih interakcija sa metabolitima arahidonske kiseline. EPA je polinezasićena masna kiselina (PUFA) koja deluje kao prekurzor prostaglandina-3 (koji inhibira agregaciju trombocita), tromboksana-3, i leukotriena-5.

## Klinički značaj
Američki Nacionalni institut za zdravlje na svom MedlinePlus sajtu navodi oboljenja za koja je poznato da je EPA efektivan tretman (sama ili zajedno sa drugim ω-3 izvorima). Ona je prvenstveno značajna zbog sposobnosti snižavanja inflamacije.
Među omega-masnim kiselinama, smatra se da EPA potencijalno može da bude korisna u tretmanu mentalnih oboljenja, kao što je šizofrenija.
Nekoliki studija je ustanovilo dodatnu redukciju izraženosti simptoma bolesti pri upotrebi dodatnih količina EPA.